# Beschimpfung
Als Beschimpfung bezeichnet man im Strafrecht der Schweiz ein Ehrdelikt nach Art. 177 StGB.

## Tatbestand
Die Beschimpfung ist in Art. 177 StGB wie folgt definiert:

«Wer jemanden in anderer Weise durch Wort, Schrift, Bild, Gebärde oder Tätlichkeiten in seiner Ehre angreift, wird, auf Antrag, mit Geldstrafe bis zu 90 Tagessätzen bestraft.»

Die Ehre ist nach ständiger Rechtsprechung des Bundesgerichts (sog. faktischer Ehrbegriff) definiert als der Ruf, «sich so zu benehmen, wie nach allgemeiner Auffassung ein charakterlich anständiger Mensch sich zu verhalten pflegt». Eine Verletzung liegt durch eine Äusserung vor, wenn diese jemanden «allgemein eines Mangels an Pflichtgefühl, Verantwortungsbewusstsein und Zuverlässigkeit oder sonst einer Eigenschaft bezichtigt, die geeignet wäre, ihn als Mensch verächtlich zu machen oder seinen Charakter in ein ungünstiges Licht zu rücken.»